# アドルフ・マルボ
アントワーヌ＝アドルフ＝マルセラン・マルボ、通称 アドルフ・マルボ（Antoine Adolphe Marcelin Marbot、フランス語発音: [adɔlf maʁbo]、1781年3月22日 - 1844年6月2日）は、ナポレオン戦争で活躍したフランスの将軍である。
父親はジャン＝アントワーヌ・マルボ（1754年 - 1800年）、弟はマルセラン・マルボ（1782年 - 1854年）。

## 勲章
- レジオンドヌール勲章（騎士）: 1807年
- サン・ルイ騎士十字章（騎士）: 1814年
- レジオンドヌール勲章（将校）: 1831年
- レジオンドヌール勲章（司令官）: 1832年